# 마이크 테스트위드
마이크 테스트위드(영어: Mike Testwuide, 1987년 2월 5일~)는 미국 출신의 대한민국의 아이스하키 선수, 지도자이다. 한국명은 강태산이다.

## 대한민국 생활 이전
그는 어릴적 미국에서 살때 옆집에 살던 한국계 미국인 토비 도슨에 의해 아이스하키를 접하게 된다. 그렇게 취미 삼아 시작한 아이스하키였지만 점점 좋아졌고, 체계적으로 배워보고 싶은 마음에 아이스하키로 유명한 뉴욕의 노스우드(Northwood) 고등학교에 진학한다. 이후 몇차례 고등학교를 전학간 뒤 졸업하고 콜로라도 칼리지(Colorado College)에 입학해, 4년간 '미국대학스포츠협회(NCAA) 디비전 1'에 속한 콜로라도 칼리지 아이스하키팀의 소속 선수로 144경기에 출전해 44골, 27어시스트를 올렸다. 이에 잠재력을 높이 평가 받아 2010년 내셔널 하키 리그(NHL)의 필라델피아 플라이어스와 계약하며 프로 선수가 된다. 그러나 그는 하부리그 격인 아메리칸 하키 리그(AHL)의 '애디론댁 팬텀스'에서만 세 시즌을 활동하며 161경기 32골 38어시스트를 올렸지만, 끝내 상부 리그인 내셔널 하키 리그의 출전 기회를 잡지 못한다. 그러는 사이 토비 도슨과 연락이 닿았고 도슨에게 대한민국행을 권유받는다.

## 대한민국 생활과 귀화
2013년 7월 안양 한라 아이스하키단에 입단하고, 주축 공격수로 활약한다. 그리고 2015년 3월, 대한체육회가 체육 분야 우수 인재 특별귀화로 의결해 대한민국 아이스하키 국가대표팀에 합류하게 된다. 한국명은 강태산이다. 바로 다음달인 2015년 4월 네덜란드에서 열린 2015 국제아이스하키연맹(IIHF) 세계선수권 디비전1 그룹B의 경기에서 맹활약하며 대한민국이 그룹B의 우승을 차지하는 데 크게 기여한다. 이 성과로 대한민국 대표팀은 디비전1 그룹A로 승격했었다. 소속팀 안양 한라가 참여한 아시아리그 아이스하키리그에서도 그는 2015-2016 시즌 35골로 득점왕에 올랐으며, 정규리그 MVP를 차지하고, 베스트 포워드에도 선정되어 3관왕을 차지했다. 그는 2017-18시즌을 앞두고 하이원 아이스하키단으로 이적했다.